# Nidirana
A Nidirana a kétéltűek (Amphibia) osztályába, valamint a békák (Anura) rendjébe és a valódi békafélék (Ranidae) családjába tartozó nem. 

## Előfordulásuk
A nembe tartozó fajok Japánban, Kína déli részén, Vietnám északi területein és Laoszban honosak.

## Taxonómiai helyzete
A Nidirana nemet Frost és munkatársai 2006-ban Babina szinonímájaként határozták meg. 2017-ben, molekuláris genetikai vizsgálatok alapján Lyu és munkatársai önálló nem rangra emelték, bár megtartották a Babina testvér taxonjaként.

## Rendszerezés
A nembe az alábbi fajok tartoznak:
- Nidirana adenopleura (Boulenger, 1909)
- Nidirana chapaensis (Bourret, 1937)
- Nidirana daunchina (Chang, 1933)
- Nidirana guangdongensis Lyu, Wan, and Wang, 2020
- Nidirana hainanensis (Fei, Ye, and Jiang, 2007)
- Nidirana leishanensis Li, Wei, Xu, Cui, Fei, Jiang, Liu, and Wang, 2019
- Nidirana lini (Chou, 1999)
- Nidirana mangveni Lyu, Qi, and Y.-y. Wang, 2020
- Nidirana nankunensis Lyu, Zeng, Wang, Lin, Liu, and Wang, 2017
- Nidirana okinavana (Boettger, 1895)
- Nidirana pleuraden (Boulenger, 1904)
- Nidirana xiangica Lyu and Wang, 2020
- Nidirana yaoica Lyu, Mo, Wan, Li, Pang, and Wang, 2019
- Nidirana yeae Wei, Li, Liu, Cheng, Xu, and Wang, 2020